# Darkness Tour
Die Darkness Tour war eine weltweite Konzerttournee des US-amerikanischen Singer-Songwriters Bruce Springsteen, gemeinsam mit seiner E Street Band, die zur Unterstützung seines 1978 veröffentlichten Studioalbums Darkness on the Edge of Town diente.

## Hintergrund
Springsteen und seine E Street Band begannen die Darkness Tour am 23. Mai 1978 in Buffalo. Sie führte mehrmals durch Hallen, Theater und gelegentlich auch Arenen in den Vereinigten Staaten und in Kanada. Die ersten acht Konzerte fanden vor der Veröffentlichung des Albums Darkness on the Edge of Town statt, das am 2. Juni veröffentlicht wurde. Einige Konzerte mussten krankheitsbedingt abgesagt werden, wurden aber später nachgeholt. Die Tournee endete nach 112 Konzerten mit den beiden Abschlusskonzerten an Silvester 1978 und Neujahr 1979 in Richfield.
Nach einer kurzen, unangenehmen Tourneeerfahrung in Europa im Jahr 1975 nach der Veröffentlichung von Born to Run und angesichts der schwächeren kommerziellen Anziehungskraft von Darkness on the Edge of Town im Vergleich zu seinem Vorgängeralbum wagte sich Springsteen bei dieser Tour nicht in Länder außerhalb Nordamerikas.
Diese Tour gilt als Springsteens vielleicht beste in seiner gesamten Konzertkarriere. Der Musik-Biograf Dave Marsh schrieb 1987: „Die kreischende Intensität dieser Konzerte von 1978 gehört zur Rock’n’Roll-Legende, genau wie Dylans Konzerte mit The Band im Jahr 1966, die Tourneen der Rolling Stones in den Jahren 1969 und 1972 und die Tommy Tour von The Who von 1969 : Meilensteine einer Ära.“ Der Autor und Musikkritiker Marc Dolan nannte sie „eine der legendärsten Tourneen“ der Rockgeschichte, während die Kritiker von Ultimate Classic Rock sagten, die Tournee habe den Ruf von Springsteen und der E Street Band als „einer der aufregendsten Live-Acts im Rock ’n‘ Roll“ gefestigt.

## Liveaufnahmen
Springsteens 1986 veröffentlichtes Boxset Live 1975–85 enthielt neun ausgewählte Songs der Tour von 1978. Fans waren jedoch im Allgemeinen unzufrieden damit, da die Aufnahmen aus verschiedenen Shows bearbeitet oder zusammengeschnitten worden waren und eine in Fankreisen gekultete lange Liveversion von Prove It All Night ganz fehlte.
Im Jahr 2006 deutete Springsteen-Manager Jon Landau an, dass eine DVD mit dem kompletten Konzertfilm der Darkness Tour in Vorbereitung sein könnte, Fans spekulierten heftig über dieses Gerücht. Im November 2010 wurde es schließlich mit der Veröffentlichung von The Promise: The Making of ‚Darkness On the Edge of Town‘, einem aufwendigen Boxset, das eine DVD mit einem Mitschnitt des kompletten Konzerts vom 8. Dezember 1978 aus dem Summit in Houston enthielt, Wirklichkeit.
Mehrere vollständige Konzertaufnahmen der Tour wurden im Laufe der Jahre als Teil der Bruce Springsteen Archives veröffentlicht:
- The Agora, Cleveland, 1978: veröffentlicht am 23. Dezember 2014.
- The Summit, Houston, TX December 8, 1978: veröffentlicht am 21. September 2017
- Capitol Theatre, Passaic, NJ, September 20, 1978: veröffentlicht am 22. Dezember 2017.
- The Roxy, July 7, 1978: veröffentlicht am 6. Juli 2018.
- September 19, 1978: veröffentlicht am 6. September 2019.
- Winterland 12/15/78: veröffentlicht am 20. Dezember 2019
- Winterland 12/16/78: veröffentlicht am 20. Dezember 2019
- September 30, 1978: veröffentlicht am 9. Oktober 2020.
- Berkeley, July 1, 1978: veröffentlicht am 18. Juni 2021.
- Atlanta, Oct 1, 1978: veröffentlicht am 7. Oktober 2022.
- September 21, 1978: veröffentlicht am 8. März 2024.

## Setlist
Nach Angaben der Fachwebsite setlist.fm war die folgende Setlist die am häufigsten gespielte Setlist während der Darkness Tour:

### Beispiel-Setlist
- Badlands
- Streets of Fire
- Spirit in the Night
- Darkness on the Edge of Town
- The Promised Land
- For You
- Prove It All Night
- Racing in the Street
- Thunder Road
- Jungleland
- Paradise by the ‚C‘
- Fire
- Adam Raised a Cain
- Candy’s Room
- Growin’ Up
- Point Blank
- Backstreets
- Rosalita (Come Out Tonight)
- Because the Night
- Born to Run
- Tenth Avenue Freeze-Out
- Quarter to Three

## Tourdaten
| Nr.                 | Datum               | Stadt               | Land                | Veranstaltungsort                      | Anmerkungen                        |
| Leg 1 – Nordamerika | Leg 1 – Nordamerika | Leg 1 – Nordamerika | Leg 1 – Nordamerika | Leg 1 – Nordamerika                    | Leg 1 – Nordamerika                |
| ------------------- | ------------------- | ------------------- | ------------------- | -------------------------------------- | ---------------------------------- |
| 1                   | 23. Mai 1978        | Buffalo             | Vereinigte Staaten  | Shea’s Buffalo Theater                 |                                    |
| 2                   | 24. Mai 1978        | Albany              | Vereinigte Staaten  | Palace Theatre                         |                                    |
| 3                   | 26. Mai 1978        | Philadelphia        | Vereinigte Staaten  | Spectrum                               |                                    |
| 4                   | 27. Mai 1978        | Philadelphia        | Vereinigte Staaten  | Spectrum                               |                                    |
| 5                   | 29. Mai 1978        | Boston              | Vereinigte Staaten  | Music Hall                             |                                    |
| 6                   | 30. Mai 1978        | Boston              | Vereinigte Staaten  | Music Hall                             |                                    |
| 7                   | 31. Mai 1978        | Boston              | Vereinigte Staaten  | Music Hall                             |                                    |
| 8                   | 2. Juni 1978        | Annapolis           | Vereinigte Staaten  | Halsey Field House                     |                                    |
| 9                   | 3. Juni 1978        | Uniondale           | Vereinigte Staaten  | Nassau Veterans Memorial Coliseum      |                                    |
| 10                  | 5. Juni 1978        | Toledo              | Vereinigte Staaten  | Sports Arena                           |                                    |
| 11                  | 6. Juni 1978        | Indianapolis        | Vereinigte Staaten  | Indiana Convention Center              |                                    |
| 12                  | 8. Juni 1978        | Madison             | Vereinigte Staaten  | Dane County Veterans Memorial Coliseum |                                    |
| 13                  | 9. Juni 1978        | Milwaukee           | Vereinigte Staaten  | MECCA Arena                            |                                    |
| 14                  | 10. Juni 1978       | Bloomington         | Vereinigte Staaten  | Metropolitan Sports Center             |                                    |
| 15                  | 13. Juni 1978       | Iowa City           | Vereinigte Staaten  | Hancher Auditorium                     |                                    |
| 16                  | 14. Juni 1978       | Omaha               | Vereinigte Staaten  | Music Hall                             |                                    |
| 17                  | 16. Juni 1978       | Kansas City         | Vereinigte Staaten  | Memorial Hall                          |                                    |
| 18                  | 17. Juni 1978       | St. Louis           | Vereinigte Staaten  | Kiel Auditorium                        |                                    |
| 19                  | 20. Juni 1978       | Morrison            | Vereinigte Staaten  | Red Rocks Amphitheatre                 |                                    |
| 20                  | 23. Juni 1978       | Portland            | Vereinigte Staaten  | Paramount Theatre                      |                                    |
| 21                  | 24. Juni 1978       | Portland            | Vereinigte Staaten  | Paramount Theatre                      |                                    |
| 22                  | 25. Juni 1978       | Seattle             | Vereinigte Staaten  | Paramount Theatre                      |                                    |
| 23                  | 26. Juni 1978       | Vancouver           | Kanada              | Queen Elizabeth Theatre                |                                    |
| 24                  | 29. Juni 1978       | San Jose            | Vereinigte Staaten  | Center for the Performing Arts         |                                    |
| 25                  | 30. Juni 1978       | Berkeley            | Vereinigte Staaten  | Community Theatre                      |                                    |
| 26                  | 1. Juli 1978        | Berkeley            | Vereinigte Staaten  | Community Theatre                      |                                    |
| 27                  | 5. Juli 1978        | Inglewood           | Vereinigte Staaten  | The Forum                              |                                    |
| 28                  | 7. Juli 1978        | West Hollywood      | Vereinigte Staaten  | The Roxy Theatre                       |                                    |
| 29                  | 8. Juli 1978        | Phoenix             | Vereinigte Staaten  | Arizona Veterans Memorial Coliseum     |                                    |
| 30                  | 9. Juli 1978        | San Diego           | Vereinigte Staaten  | Sports Arena                           |                                    |
| 31                  | 12. Juli 1978       | Dallas              | Vereinigte Staaten  | Convention Center                      |                                    |
| 32                  | 14. Juli 1978       | San Antonio         | Vereinigte Staaten  | Municipal Auditorium                   |                                    |
| 33                  | 15. Juli 1978       | Houston             | Vereinigte Staaten  | Sam Houston Coliseum                   |                                    |
| 34                  | 16. Juli 1978       | New Orleans         | Vereinigte Staaten  | Municipal Auditorium                   |                                    |
| 35                  | 18. Juli 1978       | Jackson             | Vereinigte Staaten  | Municipal Auditorium                   |                                    |
| 36                  | 19. Juli 1978       | Memphis             | Vereinigte Staaten  | Ellis Auditorium                       |                                    |
| 37                  | 21. Juli 1978       | Nashville           | Vereinigte Staaten  | Municipal Auditorium                   |                                    |
| xx                  | 22. Juli 1978       | Birmingham          | Vereinigte Staaten  | Boutwell Memorial Auditorium           | verlegt auf den 29. September 1978 |
| xx                  | 23. Juli 1978       | Atlanta             | Vereinigte Staaten  | Fox Theatre                            | verlegt auf den 30. September 1978 |
| xx                  | 25. Juli 1978       | Jacksonville        | Vereinigte Staaten  | Civic Auditorium                       |                                    |
| xx                  | 26. Juli 1978       | Lakeland            | Vereinigte Staaten  | Civic Center                           |                                    |
| 38                  | 28. Juli 1978       | Miami               | Vereinigte Staaten  | Jai-Alai Fronton                       |                                    |
| 39                  | 29. Juli 1978       | St. Petersburg      | Vereinigte Staaten  | Bayfront Center                        |                                    |
| 40                  | 31. Juli 1978       | Columbia            | Vereinigte Staaten  | Township Auditorium                    |                                    |
| 41                  | 1. August 1978      | Charleston          | Vereinigte Staaten  | Gaillard Municipal Auditorium          |                                    |
| 42                  | 2. August 1978      | Charlotte           | Vereinigte Staaten  | Coliseum                               |                                    |
| 43                  | 4. August 1978      | Charleston          | Vereinigte Staaten  | Civic Center                           |                                    |
| 44                  | 5. August 1978      | Louisville          | Vereinigte Staaten  | Louisville Gardens                     |                                    |
| 45                  | 7. August 1978      | Kalamazoo           | Vereinigte Staaten  | Wings Stadium                          |                                    |
| xx                  | 8. August 1978      | Toronto             | Kanada              | Ryerson Institute of Technology        |                                    |
| 46                  | 9. August 1978      | Cleveland           | Vereinigte Staaten  | Agora Theatre                          |                                    |
| 47                  | 10. August 1978     | Rochester           | Vereinigte Staaten  | Community War Memorial                 |                                    |
| 48                  | 12. August 1978     | Augusta             | Vereinigte Staaten  | Civic Center                           |                                    |
| 49                  | 14. August 1978     | Hampton             | Vereinigte Staaten  | Coliseum                               |                                    |
| 50                  | 15. August 1978     | Landover            | Vereinigte Staaten  | Capital Center                         |                                    |
| 51                  | 18. August 1978     | Philadelphia        | Vereinigte Staaten  | Spectrum                               |                                    |
| 52                  | 19. August 1978     | Philadelphia        | Vereinigte Staaten  | Spectrum                               |                                    |
| 53                  | 21. August 1978     | New York City       | Vereinigte Staaten  | Madison Square Garden                  |                                    |
| 54                  | 22. August 1978     | New York City       | Vereinigte Staaten  | Madison Square Garden                  |                                    |
| 55                  | 23. August 1978     | New York City       | Vereinigte Staaten  | Madison Square Garden                  |                                    |
| 56                  | 25. August 1978     | New Haven           | Vereinigte Staaten  | Veterans Memorial Coliseum             |                                    |
| 57                  | 26. August 1978     | Providence          | Vereinigte Staaten  | Civic Center                           |                                    |
| 58                  | 28. August 1978     | Pittsburgh          | Vereinigte Staaten  | Stanley Theatre                        |                                    |
| 59                  | 29. August 1978     | Pittsburgh          | Vereinigte Staaten  | Stanley Theatre                        |                                    |
| 60                  | 30. August 1978     | Richfield           | Vereinigte Staaten  | Coliseum                               |                                    |
| 61                  | 1. September 1978   | Detroit             | Vereinigte Staaten  | Masonic Temple Theater                 |                                    |
| 62                  | 3. September 1978   | Saginaw             | Vereinigte Staaten  | Civic Center                           |                                    |
| 63                  | 5. September 1978   | Columbus            | Vereinigte Staaten  | Veterans Memorial Auditorium           |                                    |
| 64                  | 6. September 1978   | Chicago             | Vereinigte Staaten  | Uptown Theatre                         |                                    |
| 65                  | 9. September 1978   | South Bend          | Vereinigte Staaten  | Athletic & Convocation Center          |                                    |
| 66                  | 10. September 1978  | Cincinnati          | Vereinigte Staaten  | Riverfront Coliseum                    |                                    |
| 67                  | 12. September 1978  | Syracuse            | Vereinigte Staaten  | Onondaga County War Memorial           |                                    |
| 68                  | 13. September 1978  | Springfield         | Vereinigte Staaten  | Civic Center                           |                                    |
| 69                  | 15. September 1978  | New York City       | Vereinigte Staaten  | Palladium                              |                                    |
| 70                  | 16. September 1978  | New York City       | Vereinigte Staaten  | Palladium                              |                                    |
| 71                  | 17. September 1978  | New York City       | Vereinigte Staaten  | Palladium                              |                                    |
| 72                  | 19. September 1978  | Passaic             | Vereinigte Staaten  | Capitol Theatre                        |                                    |
| 73                  | 20. September 1978  | Passaic             | Vereinigte Staaten  | Capitol Theatre                        |                                    |
| 74                  | 21. September 1978  | Passaic             | Vereinigte Staaten  | Capitol Theatre                        |                                    |
| 75                  | 25. September 1978  | Boston              | Vereinigte Staaten  | Boston Garden                          |                                    |
| 76                  | 29. September 1978  | Birmingham          | Vereinigte Staaten  | Boutwell Memorial Auditorium           |                                    |
| 77                  | 30. September 1978  | Atlanta             | Vereinigte Staaten  | Fox Theatre                            |                                    |
| 78                  | 1. Oktober 1978     | Atlanta             | Vereinigte Staaten  | Fox Theatre                            |                                    |
| Leg 2 – Nordamerika |                     |                     |                     |                                        |                                    |
| 79                  | 1. November 1978    | Princeton           | Vereinigte Staaten  | Jadwin Gymnasium                       |                                    |
| 80                  | 2. November 1978    | Landover            | Vereinigte Staaten  | Capital Center                         |                                    |
| 81                  | 4. November 1978    | Burlington          | Vereinigte Staaten  | Patrick Gymnasium                      |                                    |
| 82                  | 5. November 1978    | Durham              | Vereinigte Staaten  | UNH Field House                        |                                    |
| 83                  | 7. November 1978    | Ithaca              | Vereinigte Staaten  | Barton Hall                            |                                    |
| 84                  | 8. November 1978    | Montréal            | Kanada              | Forum                                  |                                    |
| 85                  | 10. November 1978   | Allegany            | Vereinigte Staaten  | Reilly Center                          |                                    |
| 86                  | 12. November 1978   | Troy                | Vereinigte Staaten  | Houston Field House                    |                                    |
| 87                  | 14. November 1978   | Utica               | Vereinigte Staaten  | Memorial Auditorium                    |                                    |
| 88                  | 16. November 1978   | Toronto             | Kanada              | Maple Leaf Gardens                     |                                    |
| 89                  | 17. November 1978   | East Lansing        | Vereinigte Staaten  | Munn Ice Arena                         |                                    |
| 90                  | 18. November 1978   | Oxford              | Vereinigte Staaten  | Millett Hall                           |                                    |
| 91                  | 20. November 1978   | Champaign           | Vereinigte Staaten  | UIUC Assembly Hall                     |                                    |
| 92                  | 21. November 1978   | Evanston            | Vereinigte Staaten  | McGaw Memorial Hall                    |                                    |
| 93                  | 25. November 1978   | St. Louis           | Vereinigte Staaten  | Kiel Opera House                       |                                    |
| 94                  | 27. November 1978   | Milwaukee           | Vereinigte Staaten  | MECCA Arena                            |                                    |
| 95                  | 28. November 1978   | Madison             | Vereinigte Staaten  | Dane County Veterans Memorial Coliseum |                                    |
| 96                  | 29. November 1978   | St. Paul            | Vereinigte Staaten  | Civic Center                           |                                    |
| 97                  | 1. Dezember 1978    | Norman              | Vereinigte Staaten  | Lloyd Noble Center                     |                                    |
| 98                  | 3. Dezember 1978    | Carbondale          | Vereinigte Staaten  | SIU Arena                              |                                    |
| 99                  | 5. Dezember 1978    | Baton Rouge         | Vereinigte Staaten  | LSU Assembly Center                    |                                    |
| 100                 | 7. Dezember 1978    | Austin              | Vereinigte Staaten  | Special Events Center                  |                                    |
| 101                 | 8. Dezember 1978    | Houston             | Vereinigte Staaten  | The Summit                             |                                    |
| 102                 | 9. Dezember 1978    | Dallas              | Vereinigte Staaten  | Convention Center                      |                                    |
| xx                  | 11. Dezember 1978   | Boulder             | Vereinigte Staaten  | Macky Auditorium                       |                                    |
| 103                 | 13. Dezember 1978   | Tucson              | Vereinigte Staaten  | Community Center                       |                                    |
| 104                 | 15. Dezember 1978   | San Francisco       | Vereinigte Staaten  | Winterland Ballroom                    |                                    |
| 105                 | 16. Dezember 1978   | San Francisco       | Vereinigte Staaten  | Winterland Ballroom                    |                                    |
| xx                  | 18. Dezember 1978   | Portland            | Vereinigte Staaten  | Paramount Theatre                      | verlegt auf den 19. Dezember 1978  |
| 106                 | 19. Dezember 1978   | Portland            | Vereinigte Staaten  | Paramount Theatre                      |                                    |
| 107                 | 20. Dezember 1978   | Seattle             | Vereinigte Staaten  | Center Arena                           |                                    |
| Leg 3 – Nordamerika |                     |                     |                     |                                        |                                    |
| 108                 | 27. Dezember 1978   | Pittsburgh          | Vereinigte Staaten  | Stanley Theatre                        |                                    |
| 109                 | 28. Dezember 1978   | Pittsburgh          | Vereinigte Staaten  | Stanley Theatre                        |                                    |
| 110                 | 30. Dezember 1978   | Detroit             | Vereinigte Staaten  | Cobo Hall                              |                                    |
| 111                 | 31. Dezember 1978   | Richfield           | Vereinigte Staaten  | Coliseum                               |                                    |
| 112                 | 1. Januar 1979      | Richfield           | Vereinigte Staaten  | Coliseum                               |                                    |

## Band
- Bruce Springsteen: Gesang, Gitarre, Mundharmonika
- Roy Bittan: Klavier, Hintergrundgesang
- Clarence Clemons: Saxophon, Percussion, Klarinette, Hintergrundgesang
- Danny Federici: Hammond-Orgel, Glockenspiel, Akkordeon
- Garry Tallent: Bass
- Steven Van Zandt: Gitarre, Hintergrundgesang
- Max Weinberg: Schlagzeug